# Huron County (Ohio)
 For alternative betydninger, se Huron County. (Se også artikler, som begynder med Huron County)
Huron County er et county i den amerikanske delstat Ohio.

## Demografi
Ifølge folketællingen fra 2000 boede der 59,487 personer i amtet. Der var 22,307 husstande med 16,217 familier. Befolkningstætheden var 47 personer pr. km². Befolkningens etniske sammensætning var som følger: 95.98 % hvide, 0.97 % afroamerikanere, 0.18 % indianere, 0.25 % asiater, 1.63 % af anden oprindelse og 0.99% fra to eller flere grupper.
Der var 22,307 husstande, hvoraf 36.30% havde børn under 18 år boende. 58.50 % var ægtepar, som boede sammen, 10.40 % havde en enlig kvindelig forsøger som beboer, og 27.30% var ikke-familier. 23.10 % af alle husstande bestod af enlige, og i 9.70 % af tilfældene boede der en person som var 65 år eller ældre.
Gennemsnitsindkomsten for en hustand var $40,558 årligt, mens gennemsnitsindkomsten for en familie var på $46,911 årligt.